# 槍彈辯駁3 －The End of 希望峰學園－
《槍彈辯駁3 －The End of 希望峰學園－》（日語：ダンガンロンパ3 -The End of 希望ヶ峰学園-），是將《槍彈辯駁》系列遊戲改編的電視動畫，在2016年播出。2015年12月2日宣佈製作決定的消息，與遊戲最新作《新槍彈辯駁V3 大家的自相殘殺新學期》同步發行。
2016年3月26日宣佈兩季不同動畫的版本；苗木他們所屬機關的「未來篇」，以及日向他們第2代角色的「絕望篇」。於同年7月開始播放。並在同年的9月22日絕望篇最終回公佈一切系列完結的「希望篇」

## 作品概要
本作是《槍彈辯駁系列》的完全新作電視動畫，前作動畫的監督岸誠二在本作擔任總監督，於2015年12月2日的「槍彈辯駁project發表會」上正式發表，雖然是沒有推出過遊戲的完全新作動畫，卻是系列正統續作，分為《未來篇》和《絕望篇》兩個部分，而系列遊戲新章《新槍彈辯駁V3 大家的自相殘殺新學期》則是全新的時間軸。
2016年七月開始同步播放，每週兩話，「未來篇」和「絕望篇」各播出一話。由於作品以一週播兩集這種相當新奇的方式推出，許多粉絲對此感到相當好奇，在雜誌電玩通訪談裡，製作人小高和剛就提到這個做法的用意和想法，粉絲交互觀看會有相當有趣的體驗。

## 故事簡介
本作故事設定為動畫首作之後，為動畫全系列的完結篇。時間是在《超級槍彈辯駁2 再會了絕望學園》之後。而遊戲版開發製作中，並以槍彈辯駁系列的世界觀下完全正統的續篇，初代《槍彈辯駁》的倖存者成長後登場。
《槍彈辯駁3》將會以全新的原創劇情，為「希望之峰学园」一系列的爭鬥畫下休止符，小高和剛也寫了「完全不同的2個3（まったく別の2つの3）」。
《未來篇》描繪系列遊戲第2作《超級槍彈辯駁2》之後，槍彈辯駁的生還者和其他未來機關的同事的全新故事，是『希望峰學園系列』的完結篇。
《絕望篇》作為系列遊戲第2作《超級槍彈辯駁2》的前傳，描繪第2作主角們過去的故事，也就是第1作之前的「人類史上最大最惡的絕望事件」。小高和剛在推特上表示本作的風格更接近於《絕對絕望少女》，也明確表示2代本篇不會動畫化。
- 《未來篇》

在「超高校級的絕望」帶來的「人類史上最大最惡的絕望事件」之下，世界陷入瀕臨崩壞的絕境。為了拯救這個充滿絕望的世界，「未來機構」成立了。打倒江之島盾子的苗木誠等78期生，加入了未來機關。他們在此繼續復興世界的活動，但苗木被判庇護「絕望的殘黨」這一叛逆之罪。
未來機關眾人為了苗木的處分而聚集一起，卻遭到黑白熊的監禁，並被要求進行「最後的自相殘殺」。手臂被戴上奇妙的手環，過了一定時間就會被投以安眠藥。不止如此，這其中存在「背叛者」，是為了殺掉未來機關而來的。
「為了生存下去，非得找出背叛者並殺掉不可」不存在「班級審判」的自相殘殺。殺或者被殺，在這極限狀態的死亡遊戲中，苗木等人被逼入絕境。希望殺死希望的絕望物語開始了。
- 《絕望篇》

《絕望篇》的舞台在希望峰學園的教室。集合各個領域的超一流高中生，為了培育他們而設立的政府認證的特權學園「私立希望之峰學園」。這所學園，集中了超高校级的才能的「本科」，以及只要支付高額學費，就誰都可以進入的「預備學科」。
不僅是才能，性格也獨具個性的本科77期生，但他們不固執於才能，反而還領悟了「人生重要的事物並非是才能，而是經由人際關係打造人格，並製造出回憶」的道理，各自謳歌著如普通的高中生一般的學園生活。
但是，隨著神秘計劃在水面下的執行，學園所帶來的學科差別開始橫行。以及，渴望才能的預備學科的少年－日向創。他所引起的命運的邂逅，將學園、將未來導向了無法預測的方向。這是，直到人類史上最大最惡的絕望事件發生為止的故事。以絕望終結的，希望的故事。
- 《希望篇》

描述一切系列完結的故事。為接續未來篇的故事。

## 登場人物

### 主要人物
苗木誠（Makoto Naegi，配音員：緒方惠美／舞台劇演員：西銘駿）
《槍彈辯駁 希望學園與絕望高中生》的主角，也是本作「未來篇」、「希望篇」的主角。希望峰學園第78期學生。「原超高中級的幸運」，現今被稱為「超高中級的希望」為人所知。
【生日2月5日；血型A型；身高160cm；體重52公斤；胸圍75厘米；喜歡的東西是咖哩】
未來篇
未來機關的第十四支部所屬的成員。在殺人遊戲中打破了「超高中級的絕望」的陰謀，而被眾人冠以「超高中級的希望」的稱號。沒有什麼特別的才能，稱自己唯一的優點是比他人稍微積極向上。雖然為「原超高中級的幸運」但本人卻非常倒楣，被笑稱是「超高中級的不幸」。不過後期逐漸證實他的幸運只有非常時刻才會發動，是以被動的形式存在。
被未來機關指責庇護絕望的殘黨，並在本部展開苗木處分會議。在未來機關大家投票選出「襲擊者」嫌疑人後，與朝日奈、格雷特和月光原等人逃亡。
為了結束這場混亂而前往廣播室，並公開自己的NG行動，以及說出為絕望的殘黨啟動新世界程序的淵源。後來宗方指襲擊者正在打算利用苗木的影響力讓世界進一步絕望，苗木一度猶豫，中途天願會長打斷對話，救出苗木，之後與朝日奈和月光原繼續逃亡，並在多方鼓勵後意會到可以嘗試突破遊戲框架。
透過月光原成功與十神聯絡，得知外面似乎沒有所謂的自相殘殺直播，還有未來機關的治安維持部隊向絕望殘黨的藏身處——賈巴沃克島前進。後來與霧切和御手洗會合，並因此見證霧切的犧牲。
決定去好好跟宗方談談並阻止自相殘殺，後來成功說服。因著霧切離去而自願捨身測試制裁機制，於11話第五輪限制時間中醒來，並被電視影像洗腦進行自殺行動，後被逆藏阻止。被御手洗催眠的未來機關相關人等襲擊時，被葉隱與十神解危。
NG行動是「在走廊上奔跑」。
絕望篇
第5話、第11話登場。
被抽選為「超高中級的幸運」而入學，成為希望峰學園的第78期新入學學生，被江之島盾子認為他那連擁有超分析力的自己都無法預測的被動幸運很礙事。
希望篇
77期眾人為了贖罪自願背負世界的「絕望」，而苗木自己也表明會負起責任背負世界的「希望」。
在结局后成为希望峰学园新任校長，并与余下的78期生一同重建希望峰学园。
日向創 / 神座出流（Hajime Hinata / Izuru Kamukura，配音員：高山南）
《超級槍彈辯駁2 再會了絕望學園》的主角，也是本作「絕望篇」、「希望篇」的主角。「希望峰學園的預備學科生」。
【生日1月1日；血型A型；身高179cm；體重67公斤；胸圍91厘米；喜歡的東西是草餅；討厭的東西是櫻餅】
絕望篇
希望峰學園的預備學科學生。因憧憬學園而入讀預備學科。由於覺得自己沒有才能的話人生會很無聊而以此為條件免學費入學。對於不求上進的預備學科班級的學習氣氛感到不適應，經常一人獨處。少數讓雪染在意的預備學科生。
作為評議會從預備學科中挑選出的實驗體，面對是否接受改造的選擇。此計劃旨在親自打造人工才能、人工希望的學生。於兩宗預備學科生被殺事件後深明維持現狀不會得到想要的才能和人生，所以決定參與計劃，導致原本人格於實驗中陷入長眠，被工作人員誤會為已被完全消除。直至神座自願參加「希望更生計劃」時被喚醒，代替其參與正式程序。
「神座出流」為學園神座計劃下製造的產物，冠以「超高中級的希望」的人工天才，幾乎被注入所有已知的才能。身邊人完全不知道他在想什麼，不過很快由於能看見一切而對任何事情都感到無聊。劇情暗示其誕生後很快使用才能窒礙別人對自己的認知和限制，結果原為學園掌控的秘密成了他自己一人掌控的秘密。與江之島盾子相會時，已經通曉她宣揚絕望的最終後果，但親身見證學生會被慫恿自相殘殺過後，出現自己預測以外的傷害，開始觀望對方如何幹一番大事。
一度出手阻截狛枝攻擊盾子。其後於千秋臨死前出現，在聽其遺願和撿起「gyara-ω」頭飾時，不自覺流出了流淚，意會到「日向創」人格猶在。於絕望一發不可收拾時決定要讓知曉身份的一行人（江之島及戰刃除外）暫且忘記自身存在，從自然的事態發展，驗證希望與絕望何者較難以預測。結尾如同原作遊戲一樣，暗示其極大可能全程在「希望更生計劃」場內擔當旁觀者。
希望篇
前絶望的殘黨，與另外四名學生一起脫離江之島的控制。於兩個人格合而為一之下，既保留神座出流使用的才能，亦保留日向創在改造前和「希望更生計劃」內的心路歷程，嚮往奇跡的出現。及後以意念形態逐一介入昏迷殘黨的心境世界中，針對各人特點作出治療，成功將所有77期學生從絕望狀態恢復過來，並保留所有記憶。後來對著外界負起令未來機關自相殘殺的責任，以掩蓋未來機關腐敗一事所造成的影響，並一同登上海艦展開贖罪的旅程。
霧切響子（Kyoko Kirigiri，配音員：日笠陽子）
《槍彈辯駁 希望學園與絕望高中生》的主要人物。希望峰學園第78期學生，「原超高中級的偵探」。
【生日10月6日；血型B型；身高167cm；體重48公斤；胸圍82厘米；喜歡的東西是綁辮子；討厭的東西是苦瓜和香菜】
未來篇
未來機關的第十四支部支部長，性格冷淡，帶有神秘的氣氛。像個偵探一樣經常冷靜地分析狀況，找出最好的方法。遵從不積極地與他人有所牽扯的原則，卻很信任在自相殘殺遊戲中倖存的夥伴。
從迷昏起來後，發現會議室大門有異狀，在未來機關大家投票選出「襲擊者」嫌疑人後，與天願和御手洗行動。被逆藏襲擊之後，與御手洗回到一開始的案發現場調查，在那裏碰上黄櫻公一，調查雪染的身體後了解某些事，之後繼續調查每個死者的身體狀況。
與安藤碰面，以幫十六夜報仇為由要求安藤幫助自己。但一度跌進安藤設置的陷阱，終被黃櫻犧牲自己所救回。透過十六夜的唾液有甜味，揭穿了安藤害死十六夜這個事實。
後來與苗木會合，在一次睡眠前叮囑苗木「無論在任何情況都不可以放棄希望」。眾人醒來後注意到其中毒返魂乏術，始發現其NG行動是「在苗木誠存活的情況下進入第四次時限」。實際上曾在調查忌村屍體時得到了對方開發、能延遲手環毒素發作的藥物，冒險服用下進入假死狀態，但苗木等人不知道真相。
留下了偵查筆記本，寫道調查中估計可能是「襲擊者」的人，亦包含有關最終制裁機制的推理，成為眾人破局的關鍵。於苗木被影像洗腦時的腦海裡跟一代死亡的人出現，顯示其犧牲為苗木會墜入絕望的關鍵。
希望篇
最終在事件結束後被罪木研判處於假死狀態並加以喚醒，之後與余下的78期生一同重建希望峰学园。
七海千秋（Chiaki Nanami，配音員：花澤香菜）
《超級槍彈辯駁2 再會了絕望學園》的主要人物。希望峰學園第77期學生，「「超高中級的遊戲玩家」」。
【生日3月14日；血型O型；身高160cm；體重46公斤；胸圍88厘米；喜歡的東西是遊戲；討厭的東西是鬧鐘】
絕望篇
擅長各種遊戲的玩家。性格我行我素，放鬆下來就能立刻倒頭大睡。與人交流方面，由於沒有確切的攻略而不擅長此道，後來聽從雪染教師的意見，使用自己的才能與同班同學進行交流，結果不俗，後來更被選為班長。
黃昏時分，在玩遊戲的途中遇到日向，發現他也玩過和自己正在玩的同款遊戲，產生了喜悅與好奇心，後與日向成為每天放學都一起玩遊戲的夥伴。但某天在噴泉前道別之後，放學時七海在校門口等了很長時間都沒有等到日向創的出現，最後只能黯然離開並放棄習慣。在雪染老師離開班級後，統領大家每天進行不同的活動。
與狛枝找罪木的時候，狛枝幸運地在創始人神座出流雕像下的神秘通道中找到了真正的御手洗亮太同學以及江之島盾子本人。在盾子與狛枝對決中，神座出流出現，擊暈了狛枝。而七海一眼認出了眼前的神座出流正是很久未見的日向同學。後來七海扶著狛枝回到了教室，發動77期1-B班的同學們一起去地下救雪染老師。
然後被雪染老師騙去處刑房間，進而被江之島盾子公開給77期1-B班眾人看。於負著重傷進入處刑的終點時，被一堆永恆之槍給刺穿並掛著，當場倒下及流出大量血液，讓飽受打擊的同班同學全體被洗腦成為『絕望』。在臨終時向神座提及想和日向繼續玩遊戲。
於11集尾聲再次出現，因為77期眾人對她的思念，人格得以在「新世界程序」中以人工智慧（監視者）的身分被創造出來，與已經死去的七海並不相同。
希望篇
很大可能在程序結束時一同進入「日向創/神座出流」的意志當中。因此存在於日向的腦海裡，表示自己有生存過的跡象。

### 「未來篇」角色
敘述希望峰學園第78期的倖存者（苗木）因庇護絕望的殘黨（日向創等第77期學生），而被未來機關判罪的故事。

#### 苗木的同伴
朝日奈葵（Aoi Asahina，配音員：齋藤千和／舞台劇演員：飯田里穗）
希望峰學園第78期女學生。「原超高中級的游泳選手」。
【生日4月24日；血型B型；身高160cm；體重50公斤；胸圍88厘米；喜歡的東西：甜甜圈和散步；討厭的東西：計算】
未來篇
未來機關的第十三支部所屬的成員，元氣充滿的氣氛活躍者。稍微容易感情用事，不過相信同伴和想要守護同伴的心情比其他人更為強烈。原本並無被召集至苗木處分的會議，只是代理出席。
在未來機關大家投票選出「襲擊者」嫌疑人後，為了保護苗木而與格雷特和月光原逃亡。第二次襲擊後，被先醒來的苗木發現腹部被刀戳中，並留下一地的「血」。後來打著呵欠醒來，發現那些實際上是伸縮玩具和番茄醬。之後與苗木繼續逃亡，與霧切和御手洗會合。
於第10話看到霧切手拿著筆記本的內容，並且與苗木會合，告訴當中的存活者已知「襲擊者」是誰。被御手洗催眠的未來機關相關人襲擊時與苗木逃亡，後來腳受傷讓苗木一個人逃離後倒下來，其後被未來機關相關人找到。
NG行動是「受到拳擊、腳踢」。
希望篇
被十神与叶隐救出。结局后与余下的78期生一同重建希望峰学园。
葉隱康比呂（Yasuhiro Hagakure，配音員：松風雅也）
希望之峰學園第78期男學生。「原超高中級的占卜師」。
【生日7月25日；血型B型；身高180cm；體重71公斤；胸圍82厘米】
未來篇
未來機關的第十四支部所屬的成員，非常自我中心，完全不知道為什麼會在殺人遊戲中倖存的男人。憑直覺進行占卜，準確率是30%。綁起頭髮並戴上眼鏡以試圖改變形象，但膽小這一點還是沒變。
未來機關唯一沒有被捲入參加遊戲的人，當時人在外面，沒有參加苗木處分會議。於總部外被一架盤旋的直升機不斷攻擊。為了保持體力而抓鱼吃。之後與十神會合，被命令幫忙搬運炸藥好爆破阻塞的正門，炸完後想衝第一，被十神要求留在外面待機。成功進到未來機關總部與十神幫苗木解危。
希望篇
在结局中与余下的78期生一同重建希望峰学园。
十神白夜（Byakuya Togami，配音員：石田彰）
希望峰學園第78期男學生。「原超高中級的名門公子」。
【生日5月5日；血型B型；身高185cm；體重68公斤；胸圍81厘米】
未來篇
未來機關的第十四支部的代理支部長，在外面的世界與絕望的殘黨戰鬥，為復興而盡力。一如往常地有著高壓態度，但經歷自相殘殺遊戲後，變得稍微重視和他人的關係。霧切不在時代理管理第十四支部，與苗木的聯絡下得知現況，也告知賈巴沃克島即將面臨的狀況。
知道月光原的真正身分，但為了不打草驚蛇而沒有告訴苗木等人。認為黑白熊與宗方京助十分倒楣，因為沒有什麼與一個殺也殺不掉、充滿未知幸運的人為敵如此不幸的事。之後與葉隱會合，命令手下放置炸藥爆破正門，攻破正門時誤觸人形炸彈，但在爆炸裡存活，其後與葉隱進到內部解救苗木。
希望篇
在结局中與余下的78期生一同重建希望峰学园。
腐川冬子&滅族者翔（Touko Fukawa & Genocider Sho，配音員：澤城美雪）
希望峰學園第78期女學生。「原超高中級的文學少女&殺人魔」。
【生日3月3日；血型O型；身高164cm；體重47公斤；胸圍79厘米】
未來篇
未來機關的研究生，在毀滅的都市－塔和市與苗木困為鎮壓暴動而奮鬥著。是雙重人格者，體內棲息著名為滅族者翔的殺人魔。雖然腐川和翔無法共享記憶，卻會共享感情，因而非常重視作為第一個朋友的苗木困，並一路對十神表現肌渴。手持電擊槍，與苗木困為一對搭擋。看到了御手洗要在全世界播放的影片。
希望篇
在结局中与余下的78期生一同重建希望峰学园。
苗木困（Komaru Naegi，配音員：內田彩）
「普通的少女」，苗木誠的親妹妹，《絕對絕望少女 槍彈辯駁Another Episode》的主角。
【生日5月31日；血型A型；身高163cm；體重49公斤；胸圍84厘米】
未來篇
在毀滅的都市－－塔和市一邊平定大人與小孩的戰鬥，一邊等著迎接苗木誠。手持擴音器型駭客攻擊槍，與腐川為一對搭擋。透過最中得知與苗木幸存的同期生會因苗木而死去，透過月光原機械人告訴苗木這件事。看到了御手洗要在全世界播放的影片。
希望篇
在结局中与余下的78期生一同重建希望峰学园。

#### 未來機關
以下介紹本作中十二名個性豐富的未來機關成員。其支部長成員也分成三個派系「天願的穩健派」和「宗方的激進派」，和「不迎合兩方的中立派」。
天願和夫（Kazuo Tengan，配音員：柴田秀勝／舞台劇演員：竹若元博）
未來機關的會長兼第一支部支部長。「原希望峰學園的校長」（元・希望ヶ峰学園の「学園長」）。
生日1月17日／血型B型／身高140cm／體重45公斤／胸圍78厘米／喜歡的東西：散步／討厭的東西：鬥爭
未來篇
白髮灰瞳的男性，成員裡年紀最大，創辦未來機關的希望峰學園前任校長。聘請苗木等人尋找絕望的殘黨。為了殲滅過度的絕望而為此嘆息，並以能夠使世界不再發生紛爭為目標。全面掌握多方勢力的內情，包括絕望一方在今次事件的角色。
苗木處分反對派。未來機關選出「襲擊者」嫌疑人後，與霧切和御手洗行動。途中被逆藏襲擊，運用自身武術輕鬆扳倒逆藏。武器是袖口裏的暗箭，與宗方進行對談，指出雪染的死亡，動搖了宗方的行動。
兩人持續對峙，之後雙方掉落到地面，被鋼筋刺穿。於雙方茍延殘喘時表達一路以來抵抗絕望的理念和行動，認為宗方的行動無法達成目的。接著向宗方告知掌握事件的黑幕後，被對方以大太刀割喉殺死。死前拔出身上的鋼筋與宗方死戰，並傷其右眼後成為第四名死者。
似乎有留言給御手洗，欽點御手洗並把世界的希望交給他。不過在這之中的一部影片，他承認是自己厭惡了未來機關眾人明爭暗鬥，而要讓這些無法承載希望的成員互相殘殺。這段自白讓被現實扭曲的御手洗重新使用讓全世界感染絕望的媒介－－洗腦動畫。劇情暗示其從雪染手中得到含有洗腦動畫的觸媒，並以此確認對方是絕望殘黨的一員。雖然很大機會已經看過洗腦動畫，但苗木到最終都堅信其行動非受絕望所影響。
NG行動是「以謊言回答問題」，以此確認自己所透露的黑幕為真實。
絕望篇
作為學園的顧問在籍的老好人爺爺。理解學園的目標，卻對那是否真的希望懷有疑問，希望不論本科還是預備學科的學生都能像個學生一樣悠閒度日。於結尾離開學園尋覓世界希望的可能性。
宗方京助（Kyosuke Munakata，配音員：森川智之／舞台劇演員：仲田博喜）
未來機關的副會長兼第二支部支部長。希望之峰學園第74期學生，「原超高中級的學生會長」（元・超高校級の「生徒会長」）。
生日8月22日／血型A型／身高186cm／體重：72公斤／胸圍94厘米／喜歡的東西：規律、煎雞蛋／討厭的東西：無秩序、油膩的東西。
未來篇
白髮灰瞳的男性，穿著灰色西裝，擁有超凡領導能力的副會長。平常冷靜而透徹，平淡地執行職務。充滿著領袖的人格魅力，掌握未來機關的實權。對「超高中級的絕望」的憤怒和憎惡比任何人更為強烈。武器是一把折疊式日本長刀。
苗木處分贊成派。在雪染、萬代死亡後，讓大家投票選出「襲擊者」，知道結果是苗木後要求他自我了斷。追殺苗木，在其逃亡後與逆藏行動。儘管肯定苗木不是叛徒，他否定苗木的希望論點，並視其為天真空談與帶來絕望的危險存在。向苗木表示將來絕望殘黨有可能藉由拿他所代表的希望當掩護，讓絕望更根深柢固。後來被天願會長上前阻撓，與之對決，被指出雪染的死亡使其行動明顯動搖，本人亦無否認。之後全程被壓制住，直到雙方掉落到地面時暫停，表示想知道鋒芒未褪色的會長有何想法。聽完想法後認定他是兇手，在聽其辯解後仍堅持他勾結絕望殘黨，於知曉其透示的黑幕真相後殺死會長，也遭到會長臨死一擊而失去右眼。
後來順勢奪取會長的袖箭、忌村的藥劑和十六夜沒拿走的特製電熱刀。使用藥劑後身心強化，更堅持與所有「絕望」做個了斷，回到雪染的案發現場給她補上最後一刀。意圖攻擊苗木與朝日奈時，陷入與機器月光原的對峙，最終用電熱刀將機器月光原斬成兩半，並取走記載全員NG行動的PDA。
回頭與逆藏遇見後，逆藏正要說出隱藏心中的話時，突然以大太刀刺穿其身體並且走離，心中認為逆藏也是絕望的殘黨才背叛了自己。最終在苗木提醒其對雪染的愛不會受絕望所限之下，高聲發泄，從藥物影響下冷靜過來。眼見苗木意外在最後限制測試中生還後，被苗木告知前來協助的逆藏非絕望殘黨，並以顯示器斷電、出現緊急照明為證據，在配電室中找到垂死的逆藏並向他致歉。
NG行動是「開門」。
絕望篇
畢業後為了建設「希望峰學園」的海外分校而留學。為了將學園引至正確的方向而虎視眈眈地以掌握權力為目標。為了讓雪染能夠監視學園內部而展開行動。
希望篇
在结局中参与最后战斗，随后在战斗结束后将一切托付给苗木后离去。
黄櫻公一（Koichi Kizakura，配音員：藤原啟治／舞台劇演員：永山たかし、玉木健仁）
未來機關的第三支部支部長。「原希望峰學園的學生星探」（元・希望ヶ峰学園の「生徒スカウトマン」）。
生日9月29日／血型B型／身高176cm／體重66公斤／胸圍83厘米／喜歡的東西：威士忌、波本威士忌／討厭的東西：無酒精啤酒
未來篇
黃髮黃瞳的男性，帶著帽子的大叔，在希望峰學園時擔任尋找人才的工作，後擔任狛枝他們班的班導。和天願一起將苗木他們發掘過來未來機關。個性雖然看起來很輕浮，看起來似乎什麼也不想，但其實很敏銳，特別在關鍵時刻很可靠。美中不足的是過於裝熟。曾經因著要拯救霧切響子，而與一名女教師（配音員：中村美香）到學園拯救78期生，但最終造成對方死亡而讓繼後外部行動中止。
苗木處分反對派。直覺懷疑月光原美彩與絶望殘黨有勾結。發生騷動後獨自一人行動，中途看見忌村追擊十六夜和安藤，然後回到一開始的案發現場與霧切和御手洗碰面。認為霧切跟其父親頗為相似。陪同霧切到案發現場調查每個死者的身體狀況，但彼此交流因著響子的警惕而不太順利。
在跟逆藏對峙時後巧用房間內十六夜生前佈置的機關傷到逆藏，但卻因為流流歌啟動陷阱，不得不張開左手來拉回因差點跌至深淵的霧切。因著NG行動「張開左手」，被手環注射毒藥死亡並墜入深淵，成為第七名死者，死前向霧切仁表示遵守了約定。響子本人在事後雖然也想到二人關係的可能性，但因偵探思維而沒有全盤肯定。
絕望篇
希望峰學園的本科教師兼學生星探、第77期學生的班主任老師。對外宣稱因忙於搜羅擁有才能的高中生而無法負責擔任業務，但其實就是個是整天在喝酒的教師。無法給學生做榜樣而經常惹怒當期的校長霧切仁，但發掘才能的實力卻是無人能出其右，所以彼此合作時建立了深厚的友誼，甚至被委託將來要照顧其家人。自從雪染到任後，幾乎成了專任的選拔者。
忌村靜子（Seiko Kimura，配音員：藤田咲／舞台劇演員：永島聖羅、船岡咲）
未來機關的第四支部支部長。希望峰學園第76期生，「原超高中級的藥劑師」（元・超高校級の「薬剤師」）。
生日6月8日／血型A型／身高160cm／體重40公斤／胸圍74厘米／喜歡的東西：調合藥物／討厭的東西：響亮的聲音
未來篇
灰髮紫瞳的女性，情緒時常低落，用片段的詞彙談話。總是戴著口罩，無法讀出她的表情，就連夥伴也不清楚她在想什麼。
苗木處分贊成派。懷疑苗木是「襲擊者」。被宗方邀請加入機關，一樣很憎惡絶望殘黨，在雪染、萬代死亡後，很後悔沒能及時用藥劑救到他們，後獨自一人行動，期間透過死者徵狀研發可以解開手環毒藥的藥劑。
後與流流歌和十六夜對峙，因著未來機關而暫且合作的關係正式決裂，被挑釁下一口氣大量吃了某種強化藥劑，身體產生劇烈的變化，追殺流流歌與十六夜。其實至今仍然很看重流流歌這個朋友的信賴，連小時候所給的糖果都依然留著，但到最後都無法互相理解。
於第三次襲擊中被「襲擊者」顯示器催眠後，拿起從顯示器掉下的小刀自殺，成為第五名死者。身體被吊在牆上，心臟被小刀刺穿，失血過多，死狀凄慘。被霧切等人發現身體時，小刀已被流流歌拿走。身上餘下的強化藥劑和解毒藥劑則分別被路過的宗方和霧切拿下。
NG行動是「影子被他人踐踏」，曾一度被流流歌和十六夜看穿。
絕望篇
經常在實驗室調配藥品的研究生。有著老好人的一面，因此會接受學園中學生的委託。小時候與流流歌和十六夜相當要好，但在對流流歌千依百順下，朋友關係逐漸變成單方面受壓制。對糖分十分敏感，就算吃下少量糖分也會引致重度過敏而死，因此多次拒絕流流歌請客，埋下了不和的種子。因為狛枝與流流歌等人的連串行動，成為體育館爆炸事件的表面凶手，而被退學。
雪染千紗（Chisa Yukizome，配音員：中原麻衣）
未來機關的第五支部支部長。希望峰學園第74期生，「原超高中級的家政婦」（元・超高校級の「家政婦」）。
生日5月3日／血型AB型／身高161cm／體重45公斤／胸圍89厘米／喜歡的東西：掃除、洗滌、料理／討厭的東西：蟑螂
未來篇
橙髮綠瞳的女性，有著努力堅強的大好人個性。也有天然的一面，常緩和機關間緊張的情緒。若是為了同期的宗方，即使失去生命也不足惜。
苗木處分中立派，希望苗木能跟宗方互相好好理解，兩種『希望』重疊在一起，會有怎樣的未來。
NG行動是「宗方京助死亡」。在未來篇第一集被「襲擊者」顯示器催眠後，拿起從顯示器掉下的小刀自殺，並懸掛在會議室的吊燈上，成為第一名死者，死狀凄慘。死時眼有流下淚水，暗示死亡時有意識。
在故事後期被京助發現原來是絶望相關者，並曾殺害一群小孩，以獲得「絕望」的快感。她亦是讓校長得到絕望傳播媒介，讓清算未來機關計劃得以展開的元兇。在未來篇最終回與江之島在電影院裡登場，並說著希望即將開始。
絕望篇
「希望峰學園新任教師」，第77期生1-B班的副班主任老師→班主任老師。
在宗方的推薦下成為學園的教師。非常重視學生，想要在僅此一次的青春時期創造許多的回憶。也有著熱血教師的一面，有時候比學生還要有幹勁，幾乎通曉所有馴服他們的竅門。總是隨身攜帶的手冊上記滿學生的資料。性格非常迷糊，但做起事情來一向認真，生氣時非常恐怖，身藏刀子和武器。喜歡宗方，慣常直呼其名字，有不少紀念物品，私自提起時顯得十分害羞。
為狛枝凪斗他們班的副班導，第一天來教課時因為來到教室的學生只有5位，「原超高校級的家政婦」強迫與5位學生尋找另外10個學生。體育館爆炸事件後因為高層注意到狛枝有影響事態的舉動，而在檢討制度期間被調往預備學科，半年後順利調回擔任第77期生的教師。拜託逆藏拿到ID卡，順利地得知「神座計劃」。發現了江之島盾子的密室，正打算進去，為了掩護七海和狛枝而被抓住，被江之島盾子和戰刃骸強行洗腦，染上「絕望」。以拯救同班同學為名，將七海騙入江之島盾子所設計的處刑場地處刑。由此開始，其所有行動都是為了讓身邊人，尤其是宗方感受到最大的絕望。
逆藏十三（Juzo Sakakura，配音員：諏訪部順一／舞台劇演員：鮎川太陽）
未來機關的第六支部支部長。希望峰學園第74期生，「原超高中級的拳擊手」（元・超高校級の「ボクサー」）。
生日4月14日／血型O型／身高190cm／體重85公斤／胸圍98厘米／喜歡的東西：拳擊練習、甜的東西／討厭的東西：苦的東西
未來篇
深綠髮、紫紅色眼瞳的男性，成員裡屬於體型壯碩，性格很粗暴，自尊心很高。如同宗方的左右手般，為了他理想的未來機關，不管用多骯髒的手段都心甘情願。
苗木處分贊成派，總是在其辯解前出手攻擊。一直認為苗木跟絶望殘黨有勾結，懷疑其是「襲擊者」。投票後立即準備殺苗木，但被格雷特與月光原阻止。後與宗方行動，曾與霧切、天願和御手洗對峙，一度輸給天願會長。之後遵從宗方的想法繼續追擊苗木，先後被朝日奈阻止及忌村插進戰鬥中斷。為了繼續追擊，而到了霧切等人面前，打傷眾人後一度被陷阱和催眠糖果所阻礙。最後來到「秘密出入口」前，嘗試離開基地，打開後卻發現原來整個場地位於海中，感到難以置信。
回頭與宗方遇見後，正要說出隱藏心中的話（早已知情江之島盾子是幕後黑手），卻被宗方以大太刀刺穿而倒下昏迷。在甦醒後斬下佩戴了手鐲的左手，並阻止於第五次襲擊中被洗腦動畫催眠的苗木，將其自殺小刀摧毀。在被宗方刺傷後認定自己已被其拋棄，但心底卻想讓宗方逃離遊戲並繼續活著，因而硬撐著受重傷的身體前往配電室，關閉顯示器和手環終端的電源，中斷遊戲後失血過多而死。
NG行動是「用拳頭攻擊他人」。
絕望篇
將拳擊手的才能發揮極致，並成為世界冠軍。在宗方的拜託下加入學園警備部。擔任希望之峰學園警備部的負責人，與雪染同樣暗地對希望之峰學園進行內部調查。外表和態度容易引發誤解，不過雪染能夠理解他的真實意圖，逆藏也信賴著這樣的雪染。
幫助雪染順利拿到ID卡，曾表示自己的性命都託付給雪染。雪染離開後，用拳頭錘了一下牆，表示自己根本沒有介入的餘地。對上盾子時有所輕敵，打倒數十個被盾子洗腦的預備學科生後中了盾子的手段並倒下，同時披露他其實是愛著宗方的男同性戀者，威脅以此破壞他跟宗方和雪染的關係，使他對宗方隱瞞盾子就是黑幕的事實。
月光原美彩（Miaya Gekkogahara，配音員：無／舞台劇演員：三秋里步）
未來機關的第七支部支部長。學園的屆數不明，「原超高中級的心理治療師」（元・超高校級の「セラピスト」）。
身高153cm／體重41公斤／胸圍75厘米。
未來篇
藍髮藍瞳的女性，成員裡最神秘的人物，非常怕生，無口。為了讓絕望殘黨更生而參與製作「新世界程序」，研發了黑白美。
在本作主要故事中的真正身份是由塔和最中所控制的擬似真人型機械人。後來經十神確認本人已經在會議前一天死亡，脖子被扭斷180度，死狀凄慘，下手者是塔和最中。機械人一直開起自動操作模式，因宗方斬壞頭部而觸發狂戰士模式，對峙過後再被宗方一分為二破壞。
NG行動是「向右轉」，當想向右轉時，會用左轉270度來解決，但由於身分是機械人，此NG行動可有可無。
黑白美／兔兔美（Monomi / Usami，配音員：貴家堂子）
月光原所研發，自稱「希望峰學園」領隊教師的虛擬玩偶角色充滿謎團的兔子型布娃娃。月光原的代言人，但因源碼與「新世界程序」啟動時一樣，所以登場不久就觸發黑白熊直接介入改頭換面。敵視和抵抗在未來機關設置遊戲的黑白熊，句尾不時帶有「~でちゅ」或「~まちや」等類似嬰兒發出的口癖。
安藤流流歌（Ruruka Ando，配音員：水瀨祈／舞台劇演員：山下まみ、石田安奈）
未來機關的第八支部支部長。希望峰學園第76期生，「原超高中級的點心職人」（元・超高校級の「お菓子職人」）。
生日11月20日／血型B型／身高162cm／體重45公斤／胸圍87厘米／喜歡的東西：馬卡龍、司康餅／討厭的東西：零食（如膨化食品等）
未來篇
橙髮藍瞳的女性，性格腹黑，腦筋動得很快，擅長用甜點與人們交涉。製作的甜點常被人說如麻藥般有著中毒性。最討厭背叛。跟十六夜關係相當親密。稱十六夜為「小夜」。
苗木處分贊成派。未來機關大家投票選出「襲擊者」嫌疑人後，與十六夜行動。對整件事感到煩厭，只是想著殺死誰人去結束鬧劇。後與忌村對峙，並因過去經驗而認定忌村與手環毒藥有關。其實仍然很看重靜子這個朋友，但到最後都無法互相理解。後來與霧切等人碰面，設置各種陷阱陷害霧切，但因黃櫻的捨身救援而不成功，同時想以糖果控制逆藏亦以失敗告終。最終再被霧切揭穿餵了十六夜甜點，觸發其NG行動。在所有人離開繼續尋找出路後，決定要隔絕自己苟活下去，最終於第四次襲擊中被「襲擊者」顯示器催眠後，拿起從顯示器掉下的小刀自殺，成為未被即時發現的第八名死者。
NG行動是「有人離開遊戲大樓」。
絕望篇
外表可愛，卻有著腹黑的一面，為了達成目的甚至會利用朋友在小時候就與十六夜和忌村相當要好，認為忌村像是英雄而相當信賴，但久而久之化為一種理所當然的倚賴。認為靜子不能吃甜點只是藉口，在對方沒有接受自己付出時，覺得變質的關係問題不大。後來因為體育館爆炸事件而被退學。
十六夜惣之助（Sounosuke Izayoi，配音員：江口拓也／舞台劇演員：神永圭佑）
未來機關的第九支部支部長。希望峰學園第76期生，「原超高中級的鍛造師」（元・超高校級の「鍛冶屋」）。
生日2月20日／血型B型／身高180cm／體重70公斤／胸圍89厘米／喜歡的東西：流流歌、甜食／討厭的東西：生銹
未來篇
茶髮紅瞳的男性，穿著類似軍服的裝扮。對開發武器非常拿手，在外套中有著各式各樣的暗器，最擅長使用飛刀。沉默寡言，不想與安藤流流歌以外的成員交流。在小時候與安藤和忌村本來相當要好，但後來在體育館爆炸事件中產生誤會，認定忌村背叛他們，指出背叛過一次的人，就能一直背叛下去。
苗木處分贊成派。未來機關大家投票選出「襲擊者」嫌疑人後，與安藤流流歌行動。曾一度與忌村對峙交戰。後來聽從流流歌的意見離開交戰現場，跑去某個房間以選取武器對付忌村時，發生震動，意外發現印上黑白熊圖案的「秘密出入口」。
於第三次襲擊中死亡，成為第六名死者。被霧切等人發現身體。死相面貌相當安穩，眼角部分有流血，身體有著疑似糕點粉末。後來透過霧切證實是被流流歌觸發NG行動導致死亡。
死前已和流流歌分享彼此的NG行動，在「秘密出入口」設置許多陷阱，不讓人離開以保護流流歌不被觸發NG行動而死。後來被過於害怕的流流歌以接吻餵食的方式餵了甜點，並說出了：「在你背叛我之前，就讓我先背叛你」的話。但十六夜否認流流歌的行為是在背叛他，並把流流歌看得比自己還重要。
NG行動是「將食物放入口中」。
絕望篇
第4話登場。非常喜歡安藤流流歌以及甜品，總是跟著流流歌一起行動。小心謹慎，會向接近流流歌的人亮出藏在大衣里的暗器。後來因為體育館爆炸事件而被退學。
御手洗亮太（Ryota Mitarai，配音員：本鄉奏多／舞台劇演員：木津つばさ）
未來機關的第十支部支部長。希望峰學園第77期生，「原超高中級的動畫師」（元・超高校級の「アニメーター」）。
生日8月30日／血型O型／身高160cm／體重48公斤／胸圍73厘米／喜歡的東西：動畫、漫畫、遊戲／討厭的東西：腰斬
未來篇
粉髮黃瞳的男性，有著黑眼圈，在學時因超高校級的動畫師身分被人熟知，之後被天願發掘。雖然弱氣，但富有正義感，期望世界充滿著希望。除此之外煩惱的事也很多。
苗木處分反對派。未來機關大家投票「襲擊者」後，與天願會長和霧切等人行動。一直表現出勇於保護女性的性格。被逆藏襲擊時及時躲過，之後陪同霧切回到一開始的案發現場調查每個死者的身體狀況。在霧切調查十六夜與藏有「秘密出入口」某個房間時，見證了流流歌的黑心、黃櫻捨命救霧切、與逆藏的忠誠。趁逆藏和流流歌那邊吵鬧情況下與霧切偷偷離開房間，與苗木會合後開始重新審視眾人的信念與關係。
NG行動是「使用才能」。在「NG手環」解開後，接到一通來自天願會長的訊息。最後自認為理解會長的真正願望，決定在全世界播放實為洗腦動畫的希望影片，終結一切爭鬥，並催眠趕來救援的未來機關部隊，將要阻止他行動的人趕盡殺絕。
絕望篇
有點懦弱，但是具備正義感的認真少年，不過也常常被具有個性的同學捉弄，童年時曾因此引起父母擔憂，最後因為動畫得到救贖，自此希望自己的作品能讓世界變得更好。因製作神一般的動畫而著名，在截止日期之前一直窩在房間裡完成創作。
由於集中製作動畫而甘願讓欺詐師借用自己的身份，自己則一直在房間裏製作動畫和讓其處理生活基本需要。被江之島發現後得到假意的支持，發現自己的技術其實是用來製作絕望影片後，害怕地落荒而逃，唯一未被洗腦成「絕望」的學生。
希望篇
在結局中被日向創及一眾77期生同學以完全復原的狀態，說服其多大的絕望亦可憑藉認清自我逆轉，最終放棄行動，隨後與其他77期生一同乘船離開。
萬代大作（Daisaku Bandai，配音員：釘宮理惠／舞台劇演員：一徹）
未來機關的第十一支部支部長。希望峰學園第66期生，「原超高中級的農民」（元・超高校級の「農家」）。
生日4月10日／血型O型／身高213cm／體重146公斤／胸圍140厘米／喜歡的東西：有機蔬菜／討厭的東西：營養劑
未來篇
黑髮黑瞳的男性，成員裡體型最魁梧，與那滑稽的眼睛不符，是聲音非常可愛心也非常善良的男人。常說「草莓的種子只能3個」等獨白，但那意思任誰都不解。
苗木處分中立派。被襲擊者迷昏起來後，調查了大樓目前所處的情況。在未來篇第二集後因看到逆藏對御手洗使用暴力，而被手環注射毒藥死亡，成為第二名死者，從而證實手環並非單純威嚇。
NG行動是「目擊參與者使用暴力」。
格雷特·戈茲（Great Gozu，配音員：三宅健太／舞台劇演員：大久保圭介）
未來機關的第十二支部支部長。希望峰學園第69期生，「原超高中級的摔角手」（元・超高校級の「レスラー」）。
生日5月8日／血型A型／身高210cm／體重140公斤／胸圍138厘米／喜歡的東西：德國式拱橋摔／討厭的東西：兇器
未來篇
頭戴全罩式牛頭假面的壯碩男性，作為職業摔角選手活躍，與可怕的牛頭面具相反，個性與語氣都很穩重。但如果惹他生氣的話會變得非常可怕。
苗木處分反對派。未來機關大家投票選出「背叛者」嫌疑人後，為了保護苗木與朝日奈和月光原等人行動逃亡，甚至與逆藏、宗方等人對打。看過直播自相殘殺學園生活，非常敬畏苗木誠，並提起天願會長說過讓苗木誠加入未來機關的事感到高興，期待與苗木合作帶來改變。
於第二次襲擊中被「襲擊者」顯示器催眠後，拿起從顯示器掉下的小刀自殺，吊在天花板的電線上，心臟被小刀刺穿，眼睛被劃破，死狀凄慘。成為第三名死者。
NG行動是「被壓制3秒」。

#### 絶望相關者
黑白熊（Monokuma，配音員：TARAKO）
自稱「希望之峰學園」學園長的自動玩偶，全程在屏幕展現。被謎團所包圍的熊型的布娃娃。白色的半身有著普通的可愛的表情，黑色的半身有著邪惡的表情。設下了「未來機關之間的殺人遊戲」，但其本意、目的、所操縱的人類等皆不明，只明言這是自己和苗木的「完結篇」。及後確認是次黑白熊背後的系統為預設自動運行，沒有啟動後的操控者。
塔和最中（Towa Monaka，配音員：平野綾／舞台劇演員：市川美織）
於『未來篇』第4話登場。「原超小學級的學活時間」（元・超小学生級の学活の時間），自稱是江之島姊姊的繼承人，在不明地方以仿遊戲機的控制器，操控月光原機械人參加這場遊戲。
參與會議時顯示為苗木處分中立派。未來機關大家投票選出「襲擊者」嫌疑人後，為了某些目的保護和鼓勵苗木全力尋找出路，與朝日奈和格雷特等人行動逃亡。整部機器輪椅配備電擊槍和導彈功能，在遊戲中主要用來打倒逆藏，受到重大破壞後似乎亦可迅速修好。
在苗木困和腐川冬子進攻到大樓時投降，得知她一直生活在車子上，她否認自己是黑幕，但承認朝日奈的惡作劇和月光原會前的死亡也是她的傑作，認為比起報復，她更想看盡用盡一切的黑幕會做出甚麼有趣的情形。最後讓黑白熊抬著車子飛向宇宙當尼特族。
過去在『絕對絕望少女』末篇被狛枝救出並決定將最中培養成「第二代江之島盾子」，但由於狛枝整天將希望和絕望掛在口中讓最中抱持著「長大後絕對不要成為那種人」的想法而選擇當尼特族。
劇情各項細節暗示讓守衛死亡的武器、場內黑白熊對外的錄像，以及NG手環的技術都是她在之前的戰鬥遺下給絕望殘黨。
原・希望戰士
於『未來篇』第7話登場。由新月渚跟困通話告知最中所在處，對於無法阻止最中感到不甘心。
- 新月渚（原超小學級的社會時間，配音員：伊瀨茉莉也）
- 大門大（原超小學級的體育時間）
- 空木言子（原超小學級的學藝時間）
- 煙蛇太郎（原小學級的美術時間）

#### 學園相關者
舞園沙耶香（配音員：大本真基子）
「原超高中級的偶像」（元・超高校級の「アイドル」）。全民級偶像團體的主唱，與苗木過去皆為根黑中學的學生。很容易就能猜中苗木的想法，自稱有超能力，真相不明。很重視過去所屬的偶像團體的同伴們。
未來篇
於第11話登場。只出現在苗木被影像洗腦時的腦海裡。於前作《槍彈辯駁 希望學園與絕望高中生》死在互相殺戮學園生活，但苗木還是對她念念不忘，所以任何密碼都會跟「11037」有關。
絶望篇
第4話以寫真照片登場、第11話正式登場。出現與希望峰學園與倖存的78期學生們正在封閉校園，並躲避「史上最大最惡的絕望事件」，並且跟苗木關係相當好。
其他78期學生（桑田憐恩、山田一二三、大和田紋土、瑟雷絲蒂亞·盧登堡、石丸清多夏、大神櫻、不二咲千尋）
未來篇
第11話登場。只出現在苗木被影像洗腦時的腦海裡，於於前作《槍彈辯駁 希望學園與絕望高中生》死在互相殺戮學園生活。
絶望篇
第11話登場。出現與希望峰學園與倖存的78期學生們正在封閉校園，並躲避「史上最大最惡的絕望事件」。

### 「絕望篇」角色
是關於希望峰學園第77期學生為何走向絕望、為此終結希望的故事。

#### 第77期學生
狛枝凪斗（Nagito Komaeda，配音員：緒方惠美）
「超高中級的幸運」。學園選出的「超高中級的幸運」的持有者。飄逸而沒頭沒腦的性格。自稱「超高中級的超高中級狂人」，相信超高中級的才能，執著追求才能帶出的「希望」，會願意為此製造「希望的墊腳石」。
絕望篇
因為預備學科學生被殺事件使一眾同學不在狀態，而謀劃阻礙中期才能考核，是體育館爆炸事件的真正幕後黑手，結果因天生技能而無須受公開批判和最大責任，但在雪染注意到下仍被追蹤到參與的部分，而遭到無限期停學的處分，半年來處於失蹤狀態。重回学校時已知江之島的絕望身份，從而測試江之島是否為絕對的絕望而打算開槍射殺，結果被神座順手奪槍被射中胸口，幸好子彈被學生手冊擋住。及後指出必須跨越江之島營造的絕望，才配得上為最大的希望，於是肆意帶上同學前往對決，最終卻因這份執著而成為了被絕望洗腦最嚴重的存在。
希望篇
少數在絕望前後性格顯得貫徹始終的人。曾將自己的左手切斷並接上江之島盾子的，在希望篇已經換上一般的機械左手。
在结局成為最後一位康復的77期生，過程中顯示正常學園生活中會最重視與九頭龍和左右田的羈絆。醒來後與77期生共同解決強襲部隊。隨同日向創說服御手洗亮太放棄行動，隨後與其他77期生一同乘船離開。
結局最後表示仰慕希望峰學園後輩的苗木誠，稱苗木為擁有比自己更強幸運的「超高中級的幸運」。
終里赤音（Akane Owari，配音員：朴璐美）
「超高中級的體操運動員」。
絕望篇
有著精力充沛體格的超級運動員。實力一流但性格浮躁，與心情不搭就會放棄的問題兒童。腦子裡幾乎都是與吃飯和戰鬥有關的事情。
希望篇
在结局於康復後與77期生共同解決強襲部隊。隨同日向創說服御手洗亮太放棄行動，隨後與其他77期生一同乘船離開。
九頭龍冬彥（Fuyuhiko Kuzuryu，配音員：岸尾大輔）
「超高中級的黑道」。
絕望篇
國內最大的指定暴力團體「九頭龍組」的繼承人。討厭群居，總是與班級的成員保持距離，間中吐槽。講究仁義，如果對方是可以信任的人，就會敞開心扉與其協作，在雪染面前最初顯得敵對，於見識對方治理眾人的能力後稍見開懷。表面上冷淡對待追趕自己腳步的妹妹菜摘，暗地裡還是有濃厚的情意結，於其意外離世時顯得悲痛。與邊古山關係親密。
希望篇
康復後移除江之島盾子的右眼。在结局於康復後與77期生共同解決強襲部隊。隨同日向創說服御手洗亮太放棄行動，隨後與其他77期生一同乘船離開。
於狛枝康復的階段中投射為其最親密好友。
小泉真昼（Mahiru Koizumi，配音員：小林優）
「超高中級的攝影師」。
絕望篇
憑拍照獲得不少獎項的現役職業攝影師。擅長人物照片，但由於自拍會很害羞因此似乎並不喜歡。
重視朋友，照顧別人時非常可靠，因此在班級以外也有很多朋友。對男生稍顯嚴格。
在預備學科的代溝面前抱持息事寧人的態度。在預備學科生被殺事件中隱約知道真相，選擇保護好友，卻換來更悲慘的結果。
希望篇
在结局於康復後與77期生共同解決強襲部隊。
隨同日向創說服御手洗亮太放棄行動，隨後與其他77期生一同乘船離開。
西園寺日寄子（Hiyoko Saionji，配音員：三森铃子）
「超高中級的日本舞蹈家」。
絕望篇
日本舞蹈界期待的新人，在海外也有很多公演。但由於其不像是高中生的外表以及可愛的聲音，所吸引的顧客階層似乎有點偏面。
有著與可愛外表相反的殘酷性格，對於比自己弱小的生物毫不留情。喜歡吃小熊軟糖。
曾經利用花村的後備藥劑玩弄眾人，結果反而險失貞節。半年後達至成長期。
希望篇
在结局於康復後與77期生共同解決強襲部隊。
隨同日向創說服御手洗亮太放棄行動，隨後與其他77期生一同乘船離開。
左右田和一（Kazuichi Souda，配音員：細谷佳正）
「超高中級的技師」。
絕望篇
擅長維修機械，總是擺弄著引擎。有著浮誇的外表和輕浮的性格，但意外膽小。在怪人總舵的班級中擔任吐槽的角色。對索妮亞抱有好感，卻完全被對方無視，似乎主要是討厭其工作時的臭味，妒忌視之為情敵的田中。
希望篇
在结局於康復後與77期生共同解決強襲部隊，終獲索妮亞一讚，十分高興。
隨同日向創說服御手洗亮太放棄行動，隨後與其他77期生一同乘船離開。
於狛枝康復的階段中投射為其最親密好友。
被封印的田中（Tanaka the Forbidden，配音員：杉田智和）
「超高中級的飼養員」。
絕望篇
能夠馴服所有動物，即使是瀕危動物也繁殖成功的天才。有著能夠和動物交談的傳言。
擁有一套地獄相關的中二病設定，圍巾裡面居住被稱為「破壞神暗黑四天王」的4隻倉鼠。自稱名字是被封印的禁忌，因此不能說出口。
希望篇
在於康復後與77期生共同解決強襲部隊，正式叫出本名是「田中眼蛇夢」。
隨同日向創說服御手洗亮太放棄行動，隨後與其他77期生一同乘船離開。
罪木蜜柑（Mikan Tsumiki，配音員：茅野愛衣）
「超高中級的護士」。
絕望篇
將為他人服務作為自己的生存意義的保健委員。對於自己沒有自信，那過於懦弱的性格反而成為可疑舉動，使她直到入學之前都沒有交到朋友，還受過欺負。經常摔倒而到處受傷的冒失孩子。
在御手洗重病昏倒時，被欺詐師帶回去救助，是77期生中唯一一個知道兩人身分秘密的人。後來因著想再照顧御手洗而誤闖洗腦動畫的製作現場，被第一個被江之島盾子洗腦成為「絕望」的學生。
希望篇
在结局於康復後與77期生共同解決強襲部隊。隨同日向創說服御手洗亮太放棄行動，隨後與其他77期生一同乘船離開，並喚醒了因為服用藥物而處於假死狀態的霧切響子。
貳大貓丸（Nekomaru Nidai，配音員：安元洋貴）
「超高中級的經紀人」。
絕望篇
一邊輾轉於各種各樣的學校，一邊在自己的運動部作為經理活躍的傳說級經紀人。
有著引領不良高中的橄欖球部和快要廢部的棒球部取得全國優勝的經歷。
雖然聲音和身材都很豪爽，但是腸胃不怎麼好，如廁時可以造成莫大破壞。
希望篇
在结局於康復後與77期生共同解決強襲部隊。
隨同日向創說服御手洗亮太放棄行動，隨後與其他77期生一同乘船離開。
索妮亞·內瓦麥（Sonia Nevermind，配音員：荒川美穂）
「超高中級的公主」。
絕望篇
來自歐洲的小國·諾瓦塞利克王國的留學生。有著貨真價實的公主風度，讓人不禁想要對她跪拜。因為在本國沒有同齡的朋友，所以坦率地享受著學園的生活，意外地緊貼社群。喜歡日本的流行電視劇，日語稍微有些奇怪。半年後與田中顯得志趣相投。
希望篇
在结局於康復後與77期生共同解決強襲部隊。
隨同日向創說服御手洗亮太放棄行動，隨後與其他77期生一同乘船離開。
花村輝輝（Teruteru Hanamura，配音員：福山潤）
「超高中級的廚師」。
絕望篇
對飲食和性有著求知熱情的料理人。因為飲食的才能而被託付在學校食堂工作。出身於港區，偶爾會說奇怪的方言。
情色上的守備範圍很廣，幾乎對全部女性都感興趣，甚至連男性也可以。有被虐傾向。
與學姐「超高中級的藥劑師」忌村研發藥劑。狛枝利用稀有的舞園沙耶香的性感寫真集透過他接觸忌村。
希望篇
在结局於康復後與77期生共同解決強襲部隊。
隨同日向創說服御手洗亮太放棄行動，隨後與其他77期生一同乘船離開。
邊古山佩子（Peko Pekoyama，配音員：三石琴乃）
「超高中級的劍道家」。
絕望篇
連成熟男性都無法戰勝的劍道達人。沉默寡言，不怎麼和同班同學打交道，卻深受信賴。
經常拿著竹刀，但不只是為了劍道部，似乎還有別的重大理由，而目前只有雪染等極少數人知曉。雪染亦是其少數有忌諱的對手。
曾與戰刃骸交戰，並揭露內裡藏有真刀。最終僅僅不敵。
希望篇
在结局於康復後與77期生共同解決強襲部隊。
隨同日向創說服御手洗亮太放棄行動，隨後與其他77期生一同乘船離開。
澪田唯吹（Ibuki Mioda，配音員：小清水亞美）
「超高中級的輕音樂社」。
絕望篇
曾在人氣女子樂團擔當吉他手，但由於音樂風格的差異而獨自單飛活動的藝人。其所演唱的歌曲愛恨分明。總是情緒高昂，班級中製造氣氛的存在。
希望篇
在结局於康復後與77期生共同解決強襲部隊。
隨同日向創說服御手洗亮太放棄行動，隨後與其他77期生一同乘船離開。
超高中級的欺詐師（配音員：石田彰（十神）、本鄉奏多（御手洗）、森川智之（宗方））
宣稱沒有真正的名字。戶口、親人等一無所有，因才能被稱為「超高中級的欺詐師」，盯上人的聲音、外貌、個性、氣場後，一切皆可模仿的欺詐大師。唯獨體形永遠保持肥胖，與本人完全不同，但不知為何就是會被他騙過，讓本人以外的群眾相信他是本尊而非假冒。
絕望篇
以冒牌「超高中級的動畫師」身分出場。最初入學時借用十神白夜的姿態，但似乎因著真人以78期學生入學而需要改變，開學不久後看上住在同一公寓，因為忙於繪畫動畫而無法自理的御手洗，拜託借用他的身份來度過學園生活，與其達成互利關係。於最後為了同心救出被江之島圍困的御手冼和雪染等人，向一眾同學揭露身份，顯出了一頭真身的黑髮。
希望篇
在结局於康復後以模仿宗方擊退解決強襲部隊。
隨同日向創說服御手洗亮太放棄行動，隨後與其他77期生一同乘船離開。

#### 學園相關者
霧切仁（Jin Kirigiri，配音員：小山力也）
生日6月30日／血型B型／身高178cm／體重66公斤／胸圍86厘米／喜歡的東西：西裝、槍械／討厭的東西：抽菸
「希望峰學園的校長」。滿溢著高潔感，舉止穩重的人物。霧切響子的父親。
對學園的存在方式懷有疑問，卻無法打消對於擁有才能的美妙之處的好奇心。和黃櫻是舊交，把他作為學園中唯一能和自己開玩笑的人而信賴著。
九頭龍菜摘（Natsumi Kuzuryu，配音員：山崎遙）
生日3月27日／血型AB型／身高162cm／體重45公斤／胸圍82厘米／喜歡的東西：哥哥／討厭的東西：牛奶
《絶望篇》第2話登場。「希望峰學園的預備學科生」的轉學生。九頭龍冬彥的妹妹。自稱「超高中級的妹妹」，實際上是為了追在哥哥後面而積攢了巨款進入預備學科，沒有真正的超高中級才能。懷著「如果本科有空缺的話就可以進去了」的想法不擇手段，不時對本科生作出挑釁。
和小泉是同所中學和學會出身，因此特別想透過攝影動搖小泉的地位。雖然連串行動無功而還，亦使自己在預備學科生圈子間亦被厭惡，但仍跟日向堅定表明自己努力追求才能的理念，讓日向有所啟發。翌日屍體在校舍被發現，被警方視為潛入學校的連續殺人犯所為，但真正行兇者其實是昔日攝影學會成員佐藤。此事件日後以「黃昏症候群殺人事件」稱呼。
佐藤（Sato，配音員：清水愛）
生日1月14日／血型O型／身高163cm／體重48公斤／胸圍78厘米／喜歡的東西：照片／討厭的東西：數學
《絶望篇》第3話登場。「希望峰學園的預備學科生」。和小泉是同所中學出身的好友，在以前的學校與九頭龍菜摘和小泉是攝影學會成員，非常重視不在乎學科分隔的小泉。因為菜摘嫉妒小泉的才能並連番挑起事端，而產生嫌惡感和殺意，在多次當面維護小泉後不忍動手。其事後向小泉暗示真相，並被日向在遠處目睹。在日向追問下意會到自己扼殺菜摘未來的行為並不正義，於是在殺害菜摘後四天沒有上學，直至遺體被發現。這場悲劇同樣被歸類為「黃昏症後群」一部份，是讓日向認清改變決心的關鍵。
希望峰學園學生會
《絕望篇》第7話登場。希望峰學園的象徵，全員共14人。除會長外，全員都慘死在「超高中級的絕望」設計的自相殘殺遊戲。
各成員的名字如下
村上早春（Murasame Soshun，配音員：白井悠介）
男性。職位為會長。在希望峰學園史上最大最惡的絕望事件中，只知被如月可憐追殺，後來下落不明。重傷昏迷，是這事件唯一的倖存者，無力阻礙江之島散播關於事件的謠言。
生田琴美（Ikuta Kotomi，配音員：茅野愛衣）
戴著頭箍、紅長髮的女性。職位為副會長。在希望峰學園史上最大最惡的絕望事件中，一開始被戰刃骸用槍爆頭部中彈而死，為第一名犧牲者。
染屋涼太（Someya Ryota，配音員：筆村榮心）
校服披著帽T攜帶布偶的嬌小男孩。在希望峰學園史上最大最惡的絕望事件中，想幫生田琴美報仇，拿起了武器步槍，便和市野庄助起爭執，重心不穩向後跌倒，被後方的如月可憐拿著的武士刀刺死，是第二名犧牲者。
如月可憐（Kisaragi Karen，配音員：井上穗乃花）
戴眼鏡的女性。職位為書記。在希望峰學園史上最大最惡的絕望事件中，最早因動機而崩潰的人，也是整起自相殘殺的引爆點，在教室門口殺了染屋涼太，後來用電鋸殺了市野庄助，之後進到教室，可能想對日野明日晴發動攻擊，結果被後方飛來的箭刺中死亡，是第十一名犧牲者。
日野明日晴（Hino Asukasei，配音員：井口祐一）
戴眼鏡的男性。在希望峰學園史上最大最惡的絕望事件中，亂鬥中殺到崩潰，武器選取槍，在教室大亂鬥中取得優勢地位。在神座出流前來觀察時意圖攻擊，被其自衛才能導致遭電鋸砍破腦袋，是第十三名（最後）犧牲者。死透前最後一擊出乎意料擊中了神座。
豪力供彥（Goryoku Tomohiko，配音員：拜真之介）
壯漢的男性。在希望峰學園史上最大最惡的絕望事件中，選取武器小刀，一開始欺騙並殺了梅澤愛子，後來想殺日野明日晴反變逆轉殺死，是第四名犧牲者。
黑崎太郎（Kurosaki Taro，配音員：福山潤）
美少的黑髮男性。和同為學生會的紙衣翼為情侶。在希望峰學園史上最大最惡的絕望事件中，原本選取武器手槍打算和女友殉情，卻被後方的市野庄助刺穿肚子殺死，是第六名犧牲者。
紙衣翼（Kamii Tsubasa，配音員：荒川美穂）
金長髮的女性。和同為學生會的黑崎太郎為情侶。在希望峰學園史上最大最惡的絕望事件中，原本選取武器手槍打算和男友殉情，卻被後方的市野庄助刺穿肚子殺死，是第七名犧牲者。
市野庄助（Ichino Sosuke，配音員：山谷祥生）
熱血紅髮的男性。喜歡西澤桐子，在希望峰學園史上最大最惡的絕望事件中，選取武器削尖長棍，但在亂鬥中卻因為自保而不得以殺了喜歡的人西澤桐子，崩潰之下忌妒的殺了正要殉情的黑崎太郎與紙衣翼，在崩潰途中被如月可憐用電鋸砍死，是第八名犧牲者。
梅澤愛子（Umesawa Aiko，配音員：本渡楓）
為一名擁有棕色卷髮的異色瞳嬌小女孩，校服外披黃色兔子外套，穿有白色拖鞋。劇情表現上推定是一名純真的少女，容易陷入恐慌，易哭，且很容易信賴他人。
在希望峰學園史上最大最惡的絕望事件中，開始後武器選取平底鍋（估計是不敢殺人，選了最沒殺傷力的一種），後來信賴豪力供彥，隨後被背叛腹部遇刺死亡，是第三名犧牲者。
因劇情原因，沒有特別公布其能力以及其他深入細節故事。雖然是出場很短的角色，但因為詳盡的人物外形設定而擁有了一定的高人氣。在V3附贈的原創動畫OVA《超級槍彈辯駁2.5 狛枝凪斗與世界的破壞者》中也有登場。
橫尾正治（Yoko Shoji，配音員：無）
不良少年風格的金髮男性。在希望峰學園史上最大最惡的絕望事件中，死法不明，應該是死於教室大亂鬥，是第九名犧牲者。一句台詞和死亡鏡頭也沒有。
久保大器（Kubo Daiki，配音員：大澤初命）
肥胖的男性。在希望峰學園史上最大最惡的絕望事件中，死法不明，應該是死於教室大亂鬥，是第十名犧牲者。
西澤桐子（Nishizawa Kiriko，配音員：三森鈴子）
有些陰鬱的粉髮女性。在希望峰學園史上最大最惡的絕望事件中，選取武器鏟子，後來在亂鬥中衝向市野庄助，肚子被對方被削尖長棍刺穿，是第五名犧牲者。
柏木鈴子（Kashiki Suzuko，配音員：小清水亞美）
短髮的女性。在希望峰學園史上最大最惡的絕望事件中，在教室大亂鬥被日野明日晴用子彈射穿脖子死亡，是第十二名犧牲者。
神代優兔
「超高中級的情報員」（超高校級の「諜報員」），第77期A班男學生。
《絶望篇》第5話短暫登場。在宿舍與欺詐師擦身而過。
松田夜助
「超高中級的神經學者」（超高校級の「神経学者」），第77期A班男學生。
《絶望篇》第8話短暫登場。看著預備學科生暴動。

#### 絶望相關者
江之島盾子（Junko Enoshima，配音員：豐口惠）
《絶望篇》第5話登場。「超高中級的辣妹」（超高校級の「ギャル」）、「超高中級的絕望」。非常沒耐性的「超高校級的辣妹」。認為「唯獨絕望是即使出乎意料，也能使自己快樂」。對於毀壞重要之物和謹慎積累之物，感到無比的喜悅。夢想著讓世界染上絕望。
經由神座親自確認，其真實的才能是能準確預知先機的「超分析能力」，辣妹才能只是表面功夫而已。因為能力本質導致過往的結果都是完全調和的未來，讓非常沒耐性的她覺得無趣，所以本人覺得追求絕望這種「不可預測性」更叫人興奮。總是發表通曉本作系列本質的發言，即打破第四面牆的言論。
戰刃骸（Mukuro Ikusaba，配音員：豐口惠）
《絶望篇》第5話登場。「超高中級的軍人」（超高校級の「軍人」）、「超高中級的絕望」。江之島盾子的姐姐。隸屬海外傭兵部隊「芬里爾」，作為軍人生活著。擁有匹敵100名士兵的戰鬥力。自己認為理解江之島的絕望，打從心底愛著想殺掉自己或是被其成功陷害自己的妹妹。

### 「希望篇」角色
未来機關 原超高中級強襲部隊（配音員：三橋貴義、笹島光弘、日置秀馬）
隸屬於未来機關的特種部隊，希望峰學園的OB・OG。每個人都戴著護目鏡，被御手洗亮太為了爭取時間，播放希望動畫而被洗腦。
推測成員才能有「超高中級的鐵餅選手」（對戰邊古山）、「超高中級的養鷹人」（對戰田中）、「超高中級的雜耍藝人」（對戰終里&花村）、「超高中級的指甲彩繪師」（對戰西園寺&罪木）、「超高中級的狙擊手」（對戰澪田&小泉）、「超高中級的將棋士」、「超高中級的溜溜球達人」、「超高中級的弓道部」、「超高中級的柔道家」、「超高中級的街頭格鬥家」（對戰日向）等等約十人左右，個別對戰77期生，全員皆敗北。

## 名詞解釋

### 未來篇
未來機關
未來機關是由原希望之峰學園的學生們在人類史上最大最惡的絕望事件爆發後為了對抗超高中級的絕望及引導世界走向希望而創建的一個全球性組織。以原希望之峰學園擁有超高中級才能的學生們為核心，勢力遍布整個地球。
其支部長成員也分成三個派系，分為「天願會長的穩健派」、「宗方副會長的激進派」和「不迎合雙方的中立派」這三派。各支部共通方針是「保護受害者、捕捉絕望的殘黨」。
目前只剩下朝日奈所屬的第十三支部長，尚未出場，不論性別、屆數、才能、個性等都詳細不明。
- 第一支部：決定、統率未來機關的總和意見。
- 第二支部：新設施經營、規模擴大等未來機關的營運管理。
- 第三支部：挖掘未來機關部隊隊員、人員配置等一般工作人員管理。
- 第四支部：新規醫療技術的研究與開發。
- 第五支部：調查絕望的諜報活動。
- 第六支部：暴動的鎮壓和特定犯罪的調查等治安維持。
- 第七支部：對抗網路威脅的安全管理。開發治癒絕望的新規技術。
- 第八支部：食糧的安定供給支援。
- 第九支部：軍備的整備、開發、管理。
- 第十支部：教育、文化的復興支援。
- 第十一支部：災害地的農業復興支援。
- 第十二支部：道路、取得聯絡、公共設施等基礎設施的復興支援。
- 第十三支部：給予較晚復興的區域食物、物資供給。
- 第十四支部：將未來機關的活動運作告訴世人的廣播活動。

絕望的殘黨
以江之島盾子為核心底下，過去引發了人類史上最大最惡的絕望事件之集團「超高中級的絕望」。主要成員是陷入絕望的希望之峰學園77屆學生，甘願為了江之島盾子和絕望殺戮自己的親人、摧殘自己的身體、殘害無辜的路人。為了絕望，為了讓別人陷入絕望，為了讓自己陷入絕望，為了讓世界陷入絕望，他們無所不做。
在人類史上最大最惡的絕望事件爆發後，殘存的原希望之峰學園的學生們創建了未來機關，以對抗遺留下來的超高中級的絕望。在絕望事件一年後發生重大改變，江之島盾子本人被他打敗，及打倒她的苗木誠四處奔波搜尋下，該集團的主力終於成功被牽制並瓦解掉。名稱降格為「絕望的殘黨」，但亦引發將之滅絕與否的爭論。
新世界程式
別名為Psychotherapeutic Communication Simulator，為新世界程式最新型心理治療機器以及管理程式構成。透過直接影響使用者大腦並同步假想世界，在假想世界所構築的記憶資料可與現實世界的資料置換，且身體同時存在於真實世界。
苗木誠在第十四支部執行營救行動中找到「絕望的殘黨」，將其送往由「超高中級的程式設計師」不二咲千尋、「超高中級的神經學家」松田夜助、「超高中級的治療師」月光原美彩(實際上操控的人是塔和最中)等人所開發的系統。並利用術後的康復模擬空間使他們記憶恢復到遇見江之島盾子前的生活。
『KOROSIAI GAME』
地點：未來機關總部
規則：
1：時間限制。手鐲所顯示的兩小時時限一到，就會注射催眠藥劑。藥效時限不明，不過是能完成一次性的犯罪（目標尋找、殺害目標、佈置現場、回歸原處）。
2：襲擊者。在睡著的時候，有一個襲擊者會甦醒，襲擊者在一次時限期間只會殺死一人，如果時限結束後沒有人死亡則遊戲過關。
2.1：漏洞，宗方認爲襲擊者可以自行停止殺人來结束這場遊戲，也就是說襲擊者可將討厭或礙事者排除，隱藏在倖存者及可利用者，藉此達成假借希望名號讓絕望進一步擴大。
2.2：手法，在第11集中苗木等人依照霧切筆記本中的記載推測出襲擊者的真正手法，手鐲會判斷參加者與散布在遊戲場地中眾多顯示器的距離，離顯示器的距離最近的參加者會最早清醒；顯示器會掉落小刀並播放洗腦畫面使看到的人陷入瘋狂狀態而不斷的自殘，直到自己死亡為止（每一輪的襲擊者就是被害者本人）。
3：NG行動。參加者各自被限定了一件不許做的事情，如果違反規則或試圖破壞手鐲的話，就會從手鐲裡注射出足以致死的毒素。
3.1：訊息，每個遊戲參加者都有各自不同的「NG行動」，十五個人十五種NG（可能有第十六人），參考以下事項。
| - 天願和夫（NG行動：以謊言回答問題） - 宗方京助（NG行動：開門） - 黃櫻公一（NG行動：張開左手） - 忌村靜子（NG行動：影子被他人踐踏） - 雪染千紗（NG行動：宗方京助死亡） - 逆藏十三（NG行動：用拳頭攻擊他人） - 安藤流流歌（NG行動：參與者離開大樓） - 十六夜慫之助（NG行動：將食物放入口中） | - 月光原美彩（NG行動：向右轉） - 御手洗亮太（NG行動：使用才能） - 萬代大作（NG行動：目擊參與者使用暴力） - 格雷特‧戈茲（NG行動：被壓制三秒） - 朝日奈葵（NG行動：受到拳擊、腳踢） - 霧切響子（NG行動：在苗木誠活著的狀況下，進入第四次時限） - 苗木誠（NG行動：在走廊上奔跑） - 葉隱被排除在外。 |

### 絕望篇
神座計畫
以希望峰學園的創辦者——神座出流為名的計畫，本計畫主旨為以人工手段親手打造出全才全能的超級天才，也可以說希望之峰學園就是為此計畫而誕生的。知道計畫內容的，只有評議會、學園長、顧問等少數人而已。
在研究告一段落後，希望峰學園決定從預備學科中找一個毫無才能、犧牲了也不可惜的學生進行人體試驗。他們對這個學生的大腦直接進行了改造，並刪除了該學生所有的記憶與人格。這名學生也從此成為擁有所有目前已知的超高中級才能，被稱為「超高中級的希望」的神座出流。希望峰學園一直對此秘而不宣，就連在校學生也僅僅知道神座出流這個名字。
希望峰學園史上最大最惡的事件
江之島盾子策劃希望峰學園13名學生會學生自相殘殺的慘劇，據遊戲及動畫中此事件發生在5年C班，並嫁禍於神座出流好讓評議會只能一再隱瞞的事件。而希望峰學園高層則為了保護「超高中級的希望」通過運作隱瞞了此事。江之島盾子隨後將事件資料散佈到了網絡上和預備學科的學生之中。
預備學科的學生本就對與本科學生的待遇不同而不滿，在這個導火索下瞬間演變成了示威抗議，外界本認為此事慢慢就會平息下去，但在江之島盾子的計畫下，預備學科的學生們被絕望影片所侵蝕，在學園中展開了一場殺戮。事件結束後，預備學科全體兩千三百五十七名學生因為絕望而集體自殺。此事件直接導致了人類史上最大最惡的絕望事件的爆發及希望峰學園歷史的終結。

## 電視動畫

### 製作人員
|                  | 未來篇                                 | 絕望篇                                     |
| ---------------- | -------------------------------------- | ------------------------------------------ |
| 原作             | Spike Chunsoft                         | Spike Chunsoft                             |
| 劇本原案＆總指揮 | 小高和剛                               | 小高和剛                                   |
| 總導演           | 岸誠二                                 | 岸誠二                                     |
| 導演             | 福岡大生                               | 福岡大生                                   |
| 助導演           | 木野目優                               | 野亦則行                                   |
| 系列構成         | 海法紀光                               | 海法紀光                                   |
| 劇本             | 海法纪光、东出祐一郎、森瀬缭、三轮清宗 | 小太刀右京、东出祐一郎、森瀬缭、小泉阳一朗 |
| 角色原案         | 小松崎類                               | 小松崎類                                   |
| 角色設計         | 網嵜涼子                               | 森田和明                                   |
| 道具設計         | 廣瀨智仁、鷲北恭太                     | 松本惠                                     |
| CG               | F_SIK                                  | Lucky Pictures                             |
| 背景原案         | 《槍彈辯駁》工作人員                   | 《槍彈辯駁》工作人員                       |
| 美術設定         | 大平司                                 | 小倉奈緒美                                 |
| 美術監督         | 鈴木友成                               | 若松榮司                                   |
| 色彩設計         | 加口大朗                               | 加口大朗                                   |
| 攝影監督         | 平村龍嗣                               | 芹澤直樹                                   |
| 音響監督         | 飯田樹                                 | 飯田樹                                     |
| 音樂             | 高田雅史                               | 高田雅史                                   |
| 動畫製作人       | 比嘉勇二                               | 比嘉勇二                                   |
| 製片人           | 寺澤善德                               | 寺澤善德                                   |
| 動畫製作         | Lerche                                 | Lerche                                     |
| 製作             | 希望峰學園第3影像部                    | 希望峰學園第3影像部                        |

### 主題曲
未來篇
片頭曲「DEAD OR LIE」
作詞：黑崎真音，作曲、編曲：黑瀬圭亮，主唱：黑崎真音 feat. TRUSTRICK
OP中，16名角色各種不同的死法依序出現，包含苗木與宗方（飲彈自盡），然而跟本篇的死法並無關聯。
片尾曲「Recall THE END」
作詞：神田沙也加，作曲：Billy，編曲：Billy、NARASAKI，主唱：TRUSTRICK
ED中，苗木雙手保護的花是非洲菊，花語是希望。看著花瓣凋零、根莖捏壞的情況下扔屹立不搖的模樣，像極了苗木的個性。
絕望篇
片頭曲
作詞：Annabel，作曲：やなぎなぎ，編曲：永尾，主唱：binaria
片尾曲
作詞：em:óu，作曲：山田智和，編曲：渡邊拓也，主唱：狛枝凪斗（緒方惠美）
插曲「翼をください」（第7話）
作詞：山上路夫，作曲、編曲：村井邦彥，主唱：戰刃骸（豐口惠）
希望篇
片尾曲「ever free」
作詞、作曲：hide，主唱：hide with Spread Beaver

### 各話列表
| 話數             | 日文標題                        | 中文標題                       | 劇本             | 分镜                       | 演出             | 作畫監督 | 總作畫監督        | 播放日期         |
| 未來篇（全12話） | 未來篇（全12話）                | 未來篇（全12話）               | 未來篇（全12話） | 未來篇（全12話）           | 未來篇（全12話） | 未來篇（全12話） | 未來篇（全12話）  | 未來篇（全12話） |
| ---------------- | ------------------------------- | ------------------------------ | ---------------- | -------------------------- | ---------------- | --- | ----------------- | ---------------- |
| SIDE:FUTURE #01  | Third time's the charm          | 事三而功成                     | 海法紀光         | 橋本裕之                   | 木野目優         | 網嵜涼子、成川多加志 森山雄治 | 網嵜涼子          | 2016年 7月11日   |
| SIDE:FUTURE #02  | Hang the witch                  | 女巫狩獵                       | 海法紀光         | 久行宏和                   | 南康宏           | 森山雄治、松本純平 廣瀬智仁 | 市川美帆 網嵜涼子 | 7月18日          |
| SIDE:FUTURE #03  | Cruel violence and hollow words | 殘暴及空談                     | 海法紀光         | 木村真一郎                 | 福井洋平         | 牛ノ濱由惟、星野真澄 廣瀬智仁 | 網嵜涼子          | 7月25日          |
| SIDE:FUTURE #04  | Who is a liar                   | 誰是說謊者                     | 三輪清宗         | 久藤瞬 鈴木行 木村真一郎   | 石田暢           | 長谷川一生、吉田徹 | 市川美帆          | 8月1日           |
| SIDE:FUTURE #05  | Dreams of distant days          | 遙遠往昔的夢想                 | 三輪清宗         | 黒川智之                   | 黒田晃一郎       | 齋藤樹里、今泉竜太 渡邊一平太、橋本勝巳 櫻井拓郎、椎田竹若 | 網嵜涼子          | 8月8日           |
| SIDE:FUTURE #06  | No man is an island             | 沒有人是座孤島                 | 海法紀光         | 木村真一郎                 | 伊藤史夫         | 成川多加志、森山雄治 | 市川美帆 網嵜涼子 | 8月15日          |
| SIDE:FUTURE #07  | Ultra Despair Girls             | 絕對絕望少女                   | 東出祐一郎       | 中村哲治 宮原拓也          | 福井洋平         | 網嵜涼子、伊藤真由加 市川美帆、成川多加志 森山雄治、廣瀬智仁                                                                                                  | 市川美帆 網嵜涼子 | 8月22日          |
| SIDE:FUTURE #08  | Who killed Cock Robin           | 誰殺了知更鳥                   | 森瀬繚           | 齋藤德明                   | 南康宏           | 網嵜涼子、伊藤真由加 市川美帆、成川多加志 吉田徹、森山雄治 廣瀬智仁                                                                                           | 市川美帆 網嵜涼子 | 8月29日          |
| SIDE:FUTURE #09  | You are my reason to Die        | 你是我死亡的理由               | 三輪清宗         | 久行宏和                   | 木野目優         | 牛ノ濱由惟、松本純平 樋口博美、山崎浩平 伊藤真由加、廣瀬智仁 森山雄治、成川多加志                                                                             | 市川美帆 網嵜涼子 | 9月5日           |
| SIDE:FUTURE #10  | Death, Destruction, Despair     | 死亡、毀滅、絕望               | 海法紀光         | 鈴木行                     | 佐藤和磨         | 吉田徹、長谷川一生 森山雄治、成川多加志 | 市川美帆 網嵜涼子 | 9月12日          |
| SIDE:FUTURE #11  | All good things                 | 一切美好的事物                 | 森瀬繚           | 宮原拓也 中野涼子          | 金森勝           | 森山雄治、樋口博美 廣瀬智仁、成川多加志 鎌倉宏也、藤井裕子 本田創一、牛ノ濱由惟 松本純平、山口夢仁                                                            | 市川美帆 網嵜涼子 | 9月19日          |
| SIDE:FUTURE #12  | It is always darkest            | 這永遠是最黑暗的               | 海法紀光         | 大原實                     | 福井洋平         | 森山雄治、石田千夏 吉田徹、成川多加志 本田創一、樋口博美 廣瀬智仁、山崎浩平 安形佳己、山口夢仁                                                                | 市川美帆 網嵜涼子 | 9月26日          |
| 絕望篇（全11話） |                                 |                                |                  |                            |                  | |                   |                  |
| SIDE:DESPAIR #01 |                                 | 我回來了 希望之峰學園          | 小太刀右京       | 福岡大生                   | 木野目優         | 徳田夢之介、黒澤桂子 | 黑澤桂子          | 2016年 7月14日   |
| SIDE:DESPAIR #02 |                                 | 向你傾訊我的真心               | 小太刀右京       | 中村哲治 福岡大生          | 新子太一         | 石井子、室山祥子 鷲尾侑紀 | 黑澤桂子          | 7月21日          |
| SIDE:DESPAIR #03 |                                 | 向所有的未来告别               | 東出祐一郎       | 加瀬充子                   | 黑田晃一郎       | 渡邊一平太、今泉龍太 櫻井拓郎 | 黑澤桂子          | 7月28日          |
| SIDE:DESPAIR #04 |                                 | 狛枝凪斗的憂鬱、驚愕與消失     | 森瀬繚           | 野亦則行 宮原拓也 福岡大生 | 野亦則行         | 安形佳己、鎌田祐輔 石山大吉 | 黑澤桂子          | 8月4日           |
| SIDE:DESPAIR #05 |                                 | 結束的開始                     | 小太刀右京       | 政木伸一                   | 大河原崇         | 松本純平、樋口博美 樋上彩、金子美咲 | 黑澤桂子          | 8月11日          |
| SIDE:DESPAIR #06 |                                 | 絕望的命運的邂逅               | 東出祐一郎       | 中野涼子                   | 中島大輔         | 田中穣、前田義宏 金子美咲、樋上 星野真澄 | 黑澤桂子          | 8月18日          |
| SIDE:DESPAIR #07 |                                 | 希望之峰學園史上最大最惡的事件 | 小泉陽一朗       | 安藤正臣                   | 久保山英一       | 安形佳己、樋口博美 田中穣、金子美咲 松本純平、牛ノ濱由惟 | 黑澤桂子          | 8月25日          |
| SIDE:DESPAIR #08 |                                 | 偶然的最惡重逢                 | 小太刀右京       | 阿久                       | 野亦則行         | 安形佳己、樋上 松本恵、山縣 星野真澄、山田勝 前田義宏、黒澤桂子                                                                                               | 不適用            | 9月1日           |
| SIDE:DESPAIR #09 |                                 | 雪染千紗不會笑                 | 小泉陽一朗       | 大原実                     | 小方健三         | 柳孝相、森出剛 粟井重紀、橋本純一 森出徹矢、代太淳彦 Yu Min-Zi、黒澤桂子                                                                                      | 黒澤桂子          | 9月8日           |
| SIDE:DESPAIR #10 |                                 | 你向名為希望的絕望展露微笑     | 小太刀右京       | 加瀬充子                   | 鎌田祐輔         | 安形佳己、田中穣 前田義宏、難波聖美 成川多加志、小沼克介 長谷川一生、永田陽菜 森山雄治、樋口博美 樋上あや、宮原拓也 河野のぞみ、山本由美子 松本剛彦、黒澤桂子 | 黒澤桂子          | 9月15日          |
| SIDE:DESPAIR #11 |                                 | 再見了希望之峰學園             | 小太刀右京       | 鈴木吉男                   | 野亦則行         | 樋上あや、樋口博美 安形佳己、山田勝 星野真澄、山縣クリカ 前田義宏                                                                                             | 黒澤桂子          | 9月22日          |
| 希望篇（全1話）  |                                 |                                |                  |                            |                  | |                   |                  |
| SIDE:HOPE        |                                 | 希望的學園與絕望的高中生       | 海法紀光         | 鈴木行 木野目優 福岡大生   | 木野目優         | 黑澤桂子、網嵜涼子 森山雄治、牛ノ濱由惟 前田義宏、樋上あや 樋口博美、廣瀬智仁 安形佳己、山口夢仁 市川美帆                                                     | 黑澤桂子 網嵜涼子 | 9月29日          |

### 播放電視台
日本深夜動畫：下文記載的日本国内播放時間使用日本標準時間（UTC+9）表示。因為部分時間标识會採用30小时制，因此請留意这类超过24:00的时间，其實際播放時間為翌日清晨。
| 播放地區   | 播放電視台 | 播放日期                | 播放時間（UTC+9）             | 所屬聯播網 | 備註         |            |
| 【未來篇】 | 【未來篇】 | 【未來篇】              | 【未來篇】                    | 【未來篇】 | 【未來篇】   | 【未來篇】 |
| ---------- | ---------- | ----------------------- | ----------------------------- | ---------- | ------------ | ---------- |
| 東京都     | TOKYO MX   | 2016年7月11日－ 9月26日 | 星期一 23時00分－23時30分     | 獨立局     |              |            |
| 日本全國   | AT-X       | 2016年7月11日－ 9月26日 | 星期一 23時00分－23時30分     |            | CS廣播       |            |
| 日本全國   | BS11       | 2016年7月12日－ 9月27日 | 星期一 24時30分－25時00分     | BS衛星放送 | BS廣播       |            |
| 香港       | Animax     | 2017年3月2日－ 4月7日   | 星期四至五 22時00分－22時30分 |            | UTC+8 有重播 |            |
| 【絕望篇】 |            |                         |                               |            |              |            |
| 東京都     | TOKYO MX   | 2016年7月14日－ 9月22日 | 星期四 23時30分－24時00分     | 獨立局     |              |            |
| 日本全國   | AT-X       | 2016年7月14日－ 9月22日 | 星期四 23時30分－24時00分     |            | CS廣播       |            |
| 日本全國   | BS11       | 2016年7月15日－ 9月23日 | 星期四 24時30分－25時00分     | BS衛星放送 | BS廣播       |            |
| 香港       | Animax     | 2017年3月2日－ 4月6日   | 星期四至五 22時30分－23時00分 |            | UTC+8 有重播 |            |
| 【希望篇】 |            |                         |                               |            |              |            |
| 東京都     | TOKYO MX   | 2016年9月29日           | 星期四 23時30分－24時00分     | 獨立局     |              |            |
| 日本全國   | AT-X       | 2016年9月29日           | 星期四 23時30分－24時00分     |            | CS廣播       |            |
| 日本全國   | BS11       | 2016年9月30日           | 星期四 24時30分－25時00分     | BS衛星放送 | BS廣播       |            |
| 香港       | Animax     | 2017年4月7日            | 星期五 22時30分－23時00分     |            | UTC+8 有重播 |            |

### BD／DVD
| 卷數 | 發售日期       | 收錄話數                       | 收錄話數                     | 規格編號  |
| 卷數 | 發售日期       | 未来篇 & 絶望篇 各12話，共24話 |                              | 規格編號  |
| ---- | -------------- | ------------------------------ | ---------------------------- | --------- |
| 1    | 2016年9月28日  | 第1話 - 第3話 各兩篇，共六話   | 第1話 - 第3話 各兩篇，共六話 | GNXA-1851 |
| 2    | 2016年10月27日 | 第4話 - 第6話 同上一卷         | 第4話 - 第6話 同上一卷       | GNXA-1852 |
| 3    | 2016年11月25日 | 第7話 - 第9話 同上一卷         | 第7話 - 第9話 同上一卷       | GNXA-1853 |
| 4    | 2016年12月21日 | 第10話 - 第12話 同上一卷       | 第10話 - 第12話 同上一卷     | GNXA-1854 |

| 卷數 | 發售日期       | 收錄話數        | 收錄話數        | 規格編號  | 規格編號  |
| 卷數 | 發售日期       | 未来篇          | 絶望篇          | 未来篇    | 絶望篇    |
| ---- | -------------- | --------------- | --------------- | --------- | --------- |
| 1    | 2016年9月28日  | 第1話 - 第2話   | 第1話 - 第2話   | GNBA-2501 | GNBA-2601 |
| 2    | 2016年10月27日 | 第3話 - 第4話   | 第3話 - 第4話   | GNBA-2502 | GNBA-2602 |
| 3    | 2016年11月25日 | 第5話 - 第6話   | 第5話 - 第6話   | GNBA-2503 | GNBA-2603 |
| 4    | 2016年12月21日 | 第7話 - 第8話   | 第7話 - 第8話   | GNBA-2504 | GNBA-2604 |
| 5    | 2017年1月25日  | 第9話 - 第10話  | 第9話 - 第10話  | GNBA-2505 | GNBA-2605 |
| 6    | 2017年2月22日  | 第11話 - 第12話 | 第11話 - 第12話 | GNBA-2506 | GNBA-2606 |

## 外部連結
- 槍彈辯駁系列官方網站（日語）
  - （页面存档备份，存于） （日語）
  - 《槍彈辯駁3》官方網站 （页面存档备份，存于） （日語）
- 《槍彈辯駁3》 in JOYPOLIS （页面存档备份，存于） （日語）